# Laguindingan
Laguindingan  es un municipio filipino de cuarta categoría, situado en la parte sudeste de la isla de Mindanao. Forma parte de  la provincia de Misamis Oriental situada en la Región Administrativa de Mindanao del Norte en cebuano Amihanang Mindanaw, también denominada Región X. 
Para las elecciones está encuadrado en el Segundo Distrito Electoral.

## Barrios
El municipio  de Laguindingan se divide, a los efectos administrativos, en 11 barangayes o barrios, conforme a la siguiente relación:
| - Aromahón - Gasi - San Isidro de Kibaghot | - Lapad - Liberty - Mauswagon | - Moog - Población - Sambulawan | - Sinaí - Tubajón |

## Comunicaciones
En el barrio de  Moog se encuentra el aeropuerto internacional de Laguindingan (Laguindingan International Airport).

## Historia
La provincia de Misamis, creada en 1818, formaba parte de la Capitanía General de Filipinas (1520-1898). Estaba dividida en cuatro partidos. El Partido de Misamis comprendía los fuertes de Misamis y de Iligán además de Luculán e Initao.

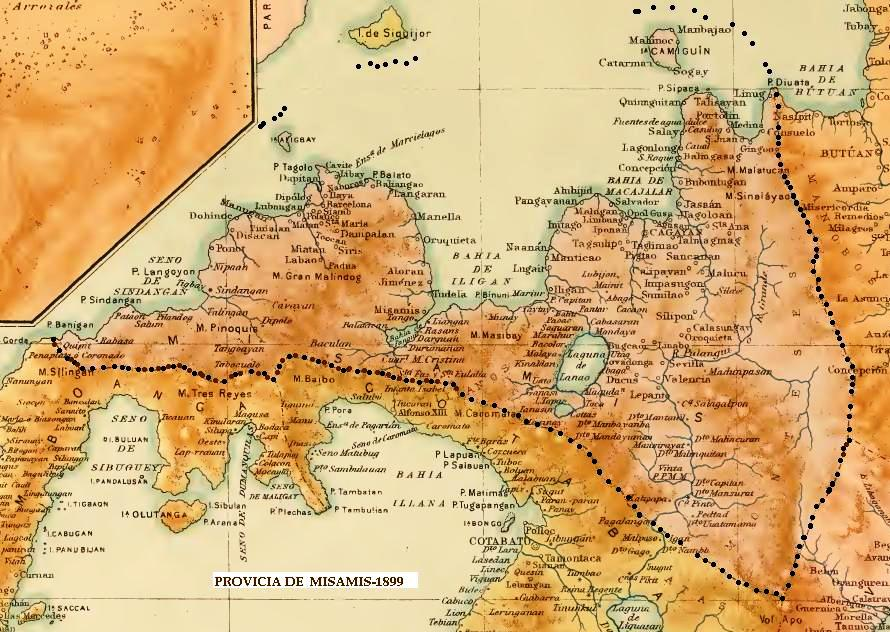
El Distrito 2º de Misamis en 1899.

A principios del siglo XX la isla de Mindanao se hallaba dividida en siete distritos o provincias, uno de los cuales era el Distrito 2º de Misamis, su capital era la villa de Cagayán de Misamis y del mismo dependía la comandancia de Dapitan.
Uno de sus pueblos era El Salvador que entonces contaba con una población de 6.640 almas, siendo Alubijid, junto con Initao y Naauan una de sus tres visitas.
A principios del siglo XX, durante la ocupación estadounidense de Filipinas, Alubijid pasó a convertirse en un barrio de  Cagayán de Oro. Laguindingan, era un sitio del barrio de  Alubijid.
El 26 de mayo de 1933, el ayuntamiento de Cagayán aprueba la Resolución N º 290 recomendando que los barrios de El Salvador y Alubijid  se conviertan en nuevos municipios.
Alubijid lo consigue el 5 de abril de 1940, agrupando su término los barrios de Gitaguim, Laguindingan, Kibaghot, Matangad, Mauswagon y Pangayawan.
Su primera alcalde fue Timoteo Balacuit.
El 19 de junio de 1960 el sitio de Gasi pasa a convertirse en barrio.
El 22 de junio de  1963 se segrega de su término los barrios de  Aromahon, Gasi, Kibaghot, Laguindingan, Libertad, Mauswagon, Moog, Sambulawan, Sinai y Tubajón para formar el nuevo municipio de Laguindingan.